# 普倫蒂斯 (緬因州)
普倫蒂斯（英語：Prentiss）是位於美國緬因州佩諾布斯科特縣的一個未組織地區。

## 地方資料
普倫蒂斯的面積為99.40平方千米，當中陸地面積為99.30平方千米，而水域面積為0.10平方千米。根據2020年美國人口普查的數據，當地共有人口169人，而人口密度為每平方千米1.7人。